# Otto bellezze del Qinhuai

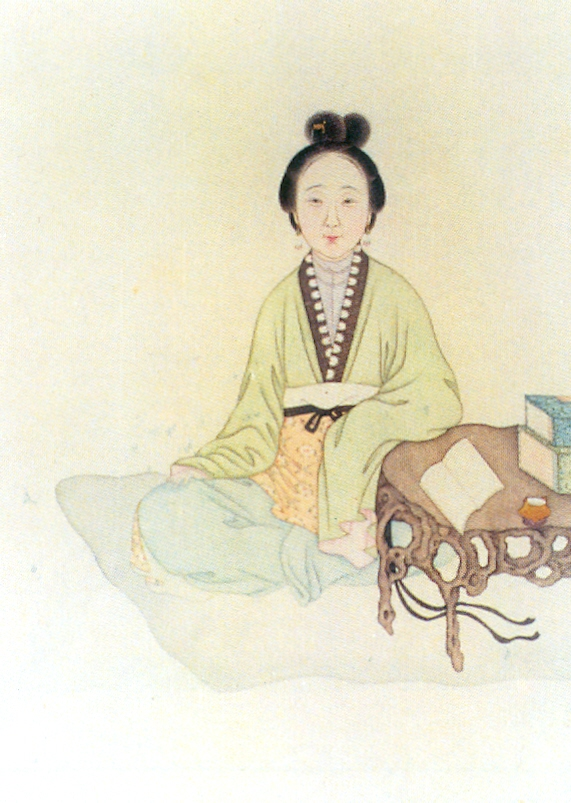
Un ritratto del XVII secolo di Chen Yuanyuan

Le otto bellezze del Qinhuai, dette anche le otto bellezze di Jinling, erano otto famose cortigiane vissute durante il periodo di transizione tra Ming e Qing che risiedevano lungo il fiume Qinhuai nei pressi di Nanchino, nel Jiangsu. Oltre a possedere una grande bellezza, tutte quante si distinsero nella letteratura, nella poesia, nelle belle arti, nella danza e nella musica.
Il nome deriverebbe dal libro del 1693 Banqiao Zaji (板橋雜記) di Yu Huai (余懷) oppure dal libro del XIX secolo Qinhuai Bayan Tuyong (秦淮八豔圖詠), una selezione delle otto cortigiane più note dell'epoca secondo gli autori Zhang Jingqi (張景祁) e Ye Yanlan (葉衍蘭).
Durante la tarda dinastia Ming le cortigiane d'élite sfidarono gli stereotipi di genere dei valori confuciani. In contrasto con le donne della nobiltà, che erano spesso scoraggiate dal coltivare il proprio talento per timore che ciò minasse la loro virtù di mogli e madri, le cortigiane furono educate alla pittura, alla poesia e alla musica. Inoltre avevano dei possedimenti e partecipavano alla vita pubblica.
Le otto bellezze del Qinhuai erano Ma Xianglan (馬湘蘭), Bian Yujing (卞玉京), Li Xiangjun (李香君), Liu Rushi (柳如是), Dong Xiaowan (董小宛), Gu Hengbo (顧橫波), Kou Baimen (寇白門) e Chen Yuanyuan (陳圓圓).

## Le otto bellezze

### Ma Xianglan
Ma Xianglan (馬湘蘭) nacque a Nanchino e visse nel quartiere delle prostitute lungo il fiume Qinhuai. In qualità di matriarca nella società cortigiana promosse l'educazione e la formazione delle cortigiane nelle arti. Al fine di mantenere la sua reputazione di cortigiana d'élite si concedeva solo a uomini istruiti o giovani rampolli.
Divenne ufficialmente una cortigiana a 15 anni. Prima di allora è possibile che avesse studiato presso un proprietario durante la sua infanzia. Strinse amicizia con molti poeti e intellettuali, tra cui Peng Nian, Zhou Tianqiu, Xu Wei, Xue Mingyi e Wang Zhideng, i quali le dedicarono diverse poesie descrivendola come una bella donna dalla personalità calorosa e accogliente. Durante le loro visite Ma Shouzhen si univa a loro nella realizzazione di dipinti, poesie e opere teatrali, ed era solita invitare alcuni letterati ai suoi banchetti che si tenevano nella sua casa galleggiante a più livelli.

### Bian Yujing
Bian Yujing operò come cortigiana e pittrice a Qinhuai durante il tardo periodo Ming. Nata in una famiglia andata in rovina dopo la morte di suo padre, insieme a sua sorella intraprese il mestiere di cantante, rivelandosi abile nella poesia, nella musica, nella calligrafia e nella pittura.
Intrattenne scambi di poesie con lo scrittore Qian Qianyi. Il generale cinese Wu Sangui era tra i suoi mecenati, così come il poeta Wu Weiye che dal 1630 al 1660 scrisse poesie su di lei. Dopo l'invasione dei Manciù del 1644, Bian si spostò nell'area dello Yangtze. In seguito prese i voti e divenne una sacerdotessa taoista.

### Li Xiangjun

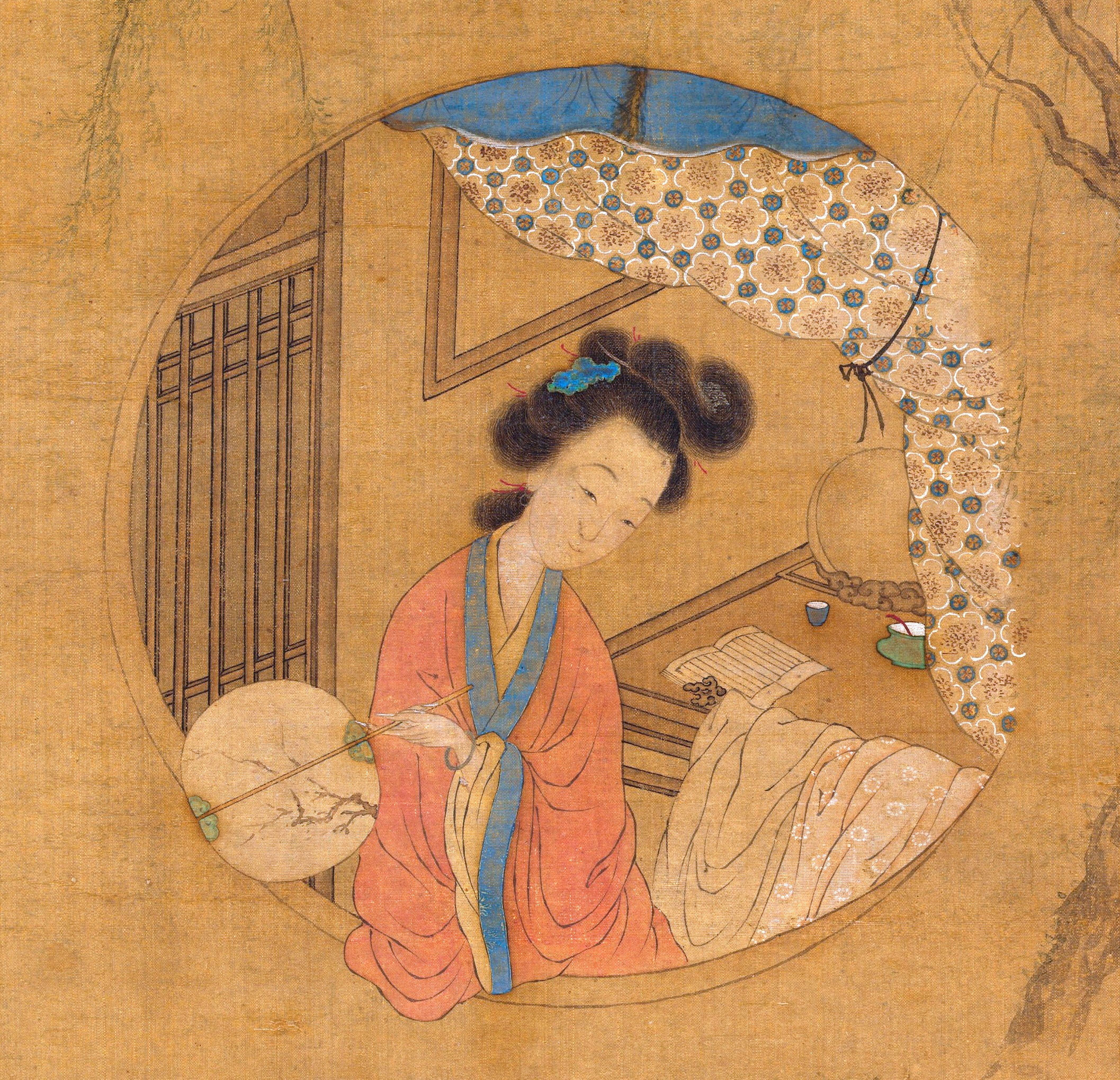
Ritratto di Li Xiangjun, 1817

Li Xiangjun (李香君) è indicata anche come Li Ji (李姬) o Li Xiang (李香) nelle fonti a lei contemporanee. Gli studiosi successivi aggiunsero il carattere jun (君) in segno di rispetto. Il suo nome di cortesia era Shanzhui (扇墜).
Nessun documento scritto del periodo in cui visse Li attesta dove fosse nata, ma le teorie moderne più accreditate suggeriscono che fosse la figlia di un funzionario che era stato retrocesso e che la sua famiglia fosse stata uccisa o venduta. Li fu adottata dalla proprietaria di un bordello di Nanchino frequentato da letterati e funzionari noto come "Casa Meixiang" (媚香樓), da cui prese il cognome. Imparò a ballare, a cantare, a dipingere, a suonare e a scrivere poesie, e all'età di 13 anni si distinse nel suonare la pipa, un'esibizione che la sua padrona faceva pagare 20 tael d'oro a ogni ospite.
Nel 1648 Li incontrò Hou Fangyu alla Casa Meixiang, con il quale intraprese una relazione che è stata definita una delle più grandi storie d'amore della storia cinese.

### Liu Rushi

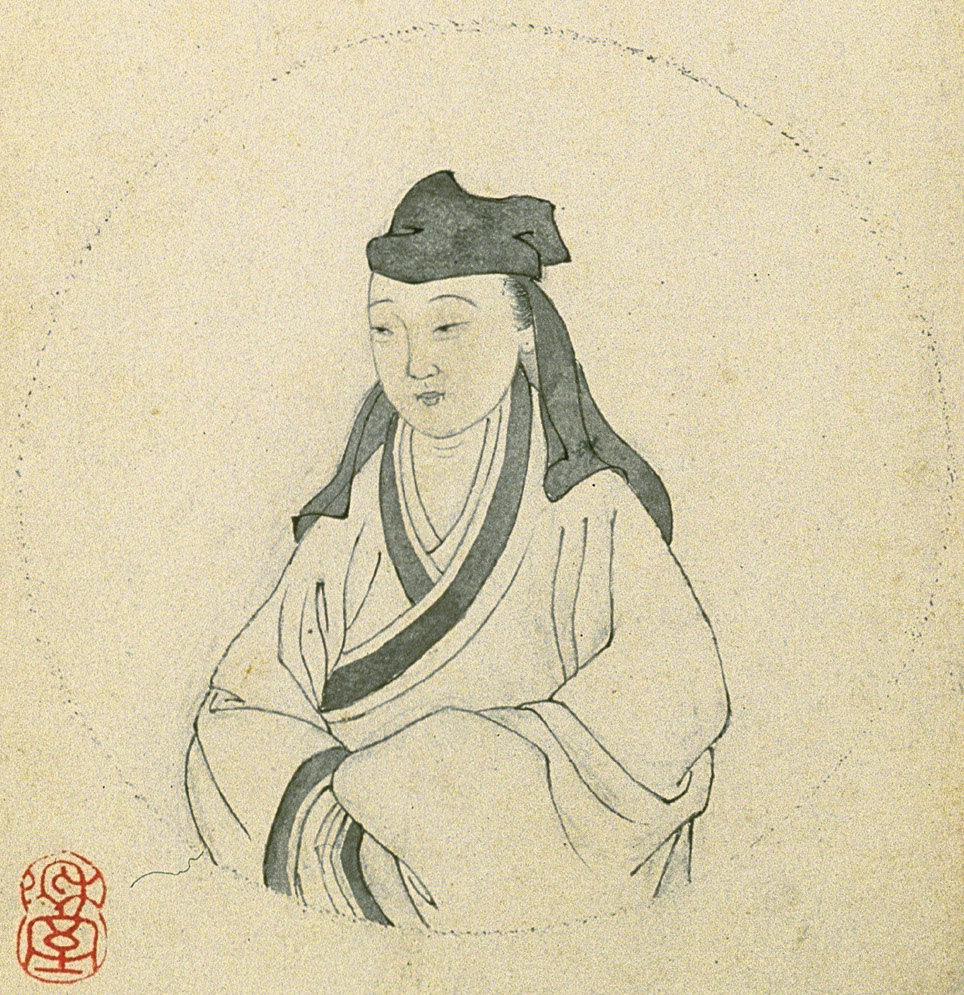
Ritratto del 1847 di Liu Rushi, inchiostro su carta, di Lu Ji e Cheng Tinglu

Liu Rushi (柳如是) si crede sia nata a Jiaxing. Fu venduta dalla sua famiglia come concubina al gran segretario Zhou Daodeng (周道登). All'età di tredici anni fu vittima di uno scandalo che portò alla sua espulsione dalla famiglia di Zhou, e fu venduta a un bordello di Suzhou. A diciassette anni ebbe la sua prima grande relazione amorosa con il pittore Tang Shuda. Già nota poetessa e pittrice in tenera età, incontrò Chen Zilong (陳子龍) nel 1635 e visse con lui per circa un anno, per poi andarsene dopo che la famiglia di lui disapprovò il loro legame. Gestì quindi un bordello a Wujiang e si legò sentimentalmente all'artista Wang Janming e al funzionario Song Yuanwen.
Nel 1641 sposò il rispettato studioso Qian Qianyi che, seppur l'avesse sposata come una concubina, la trattò come sua moglie principale e le nozze si celebrarono secondo i riti ufficiali. Li indossava regolarmente abiti da uomo mentre era in pubblico e occasionalmente faceva chiamate per conto di suo marito mentre indossava le sue vesti confuciane. Ciò le valse il soprannome di rushi (儒士, "il gentiluomo confuciano").

### Dong Xiaowan

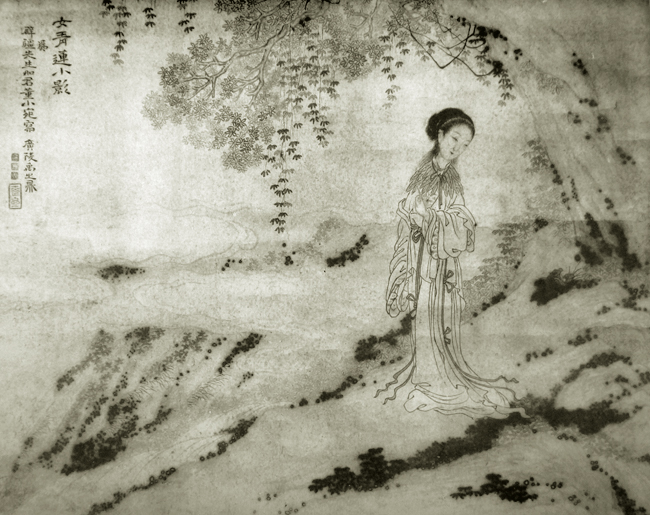
Ritratto postumo di Dong Xiaowan ad opera di Yu Zhiding

Dong Xiaowan (1624–1651) viene descritta come la cortigiana più famosa del suo tempo, nota per la sua bellezza e talento nel canto, nel ricamo e nella cerimonia del tè. Visse nel distretto di Qinhuai di Nanchino e, similmente ad altre cortigiane della tarda dinastia Ming, le sue qualità morali furono enfatizzate più dei suoi talenti.
Rimasta orfana di madre, fu data in sposa al nobile Mao Xiang (冒襄), con il quale visse a Rugao come concubina insieme a sua moglie Lady Su. Descritta come una moglie e nuora devota, con l'ascesa al potere della dinastia Qing nel 1644 fu costretta a fuggire portando con sé i suoi scritti e dipinti. Stabilitasi nello Zhejiang, scrisse un libro intitolato Liuyan Ji (流宴集) incentrato sui gioielli, sui costumi femminili, sui padiglioni e sulle feste.

### Gu Hengbo
Gu Hengbo (顧橫波), nota anche come Gu Mei (顧媚) nacque vicino a Nanchino nel 1619. Agli inizi del regno di Chongzhen divenne una cortigiana nel distretto del fiume Qinhuai. Nella sua Torre Meilou ospitò un famoso salotto letterario al quale partecipavano Chen Liang, Qian Lucan e Mao Xiang.
Nel 1643 divenne la concubina di Gong Dingzi, con il quale si trasferì nella capitale. La loro relazione andava in contrasto con le norme degli ideali confuciani. Esercitò una grande influenza su Gong Dingzi e fece da mecenate per l'artista Zhu Yizun.

### Kou Baimen
Kou Baimen (寇白門) fu venduta come prostituta all'età di 18 o 19 anni all'alto funzionario Zhu Guobi (朱國弼). Quando la dinastia Ming cadde in mano ai Manciù nel 1645 Zhu fu arrestato e imprigionato, mentre Kou riacquistò la sua libertà per 20.000 tael d'oro.
In qualità di cortigiana ricevette molti poeti e statisti nel giardino della sua casa, tra i quali il poeta Fang Wen (方文) che le dedicò 3 poesie. Kou fu ritratta da molti dei principali artisti dell'epoca.

### Chen Yuanyuan

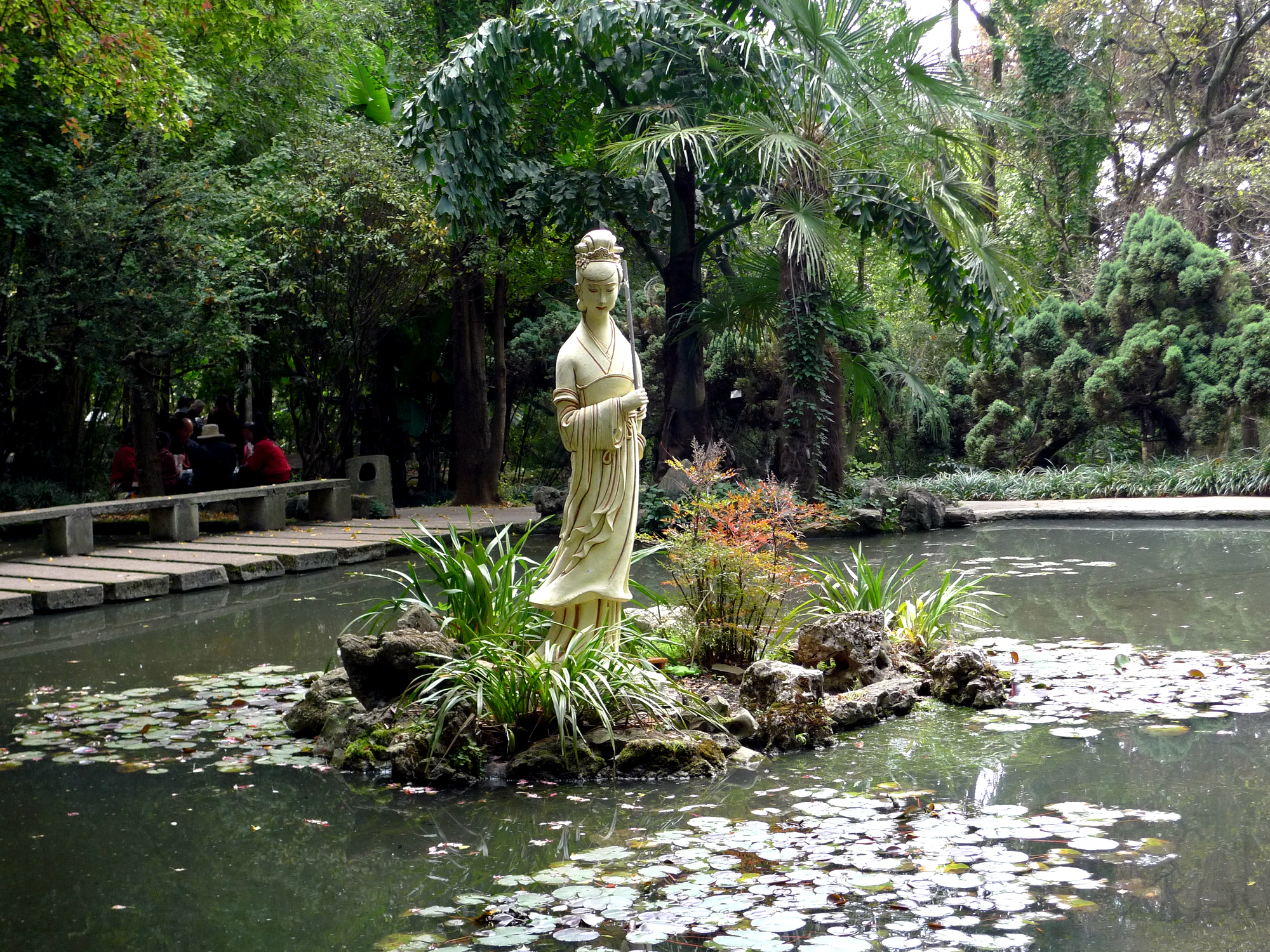
Statua di Chen Yuanyuan nel Parco della Sala d'oro di Kunming

Chen Yuanyuan (陳圓圓) nacque in una famiglia di contadini nella provincia del Jiangsu e alla morte del padre divenne una cortigiana. Fu una figura di spicco nella scena dell'opera di Suzhou. Nel 1642 divenne l'amante dello studioso e poeta Mao Xiang, indi fu acquistata dalla famiglia di Tian Hongyu, padre di una delle concubine dell'imperatore Chongzhen. Fu poi acquistata per Wu Sangui da suo padre, o data a Wu come regalo da Tian.